# 社葬 (映画)
『社葬』（しゃそう）は、1989年公開の日本映画。東映京都撮影所製作、東映配給。本項目では1991年に放送されたテレビドラマ版についても記述する。
大新聞社の後継者争いをめぐる内幕をシニカルに描いたブラックコメディ。会社版『仁義なき戦い』と評された。
映画版はその題材から宣伝に苦戦したものの高評価を受け、多数の映画賞を受賞した（後述）。

## ストーリー
全国紙「太陽新聞」を発行する太陽新聞社では、中興の祖である会長・太田垣と、創業家出身者である社長・岡部の派閥が部局ごとに形成され、役員たちが常に権力争いを繰り広げていた。太陽新聞社は日刊新聞法に基づき株式を公開していないため、第三者の介入による解決は不可能だった。ある日の定例役員会で、岡部派は太田垣の解任動議を緊急提出する。いずれの派閥にも属さない唯一の役員である鷲尾が採決を棄権したため、動議は1票差で可決された。ショックを受けた太田垣は心臓を病んで意識不明となり、緊急入院する。岡部派の中心人物である編集局長・徳永は、太田垣の命が長くないと見て、太田垣を「名誉会長」とする人事異動を役員に飲ませる一方で、総務局に社葬の準備を指示する。
社の全権を掌握したかに見えた岡部派だったが、その岡部は数日後の夜、芸者・美津枝を相手にしたところ腹上死してしまう。役員たちは一時休戦し、大新聞社長の不倫スキャンダルが明るみになるのを防ごうと骨を折る。太田垣のためだった社葬の準備は、急遽岡部のためのものに切り替わる。太田垣派はこの混乱に乗じ、入院中の太田垣を名ばかりの「葬儀委員長」に任命することで自派の復権をもくろむ。社葬の実行委員長として、中間派の鷲尾に白羽の矢が立てられる。
後任社長選びをめぐって太田垣派は太田垣の娘婿・添島を、岡部派は若き岡部の息子・恭介を推挙し、両派の対立はより先鋭化する。岡部の密葬の場で行われた無記名投票では、添島4票・恭介4票・白票3票で決着がつかなかった。
太陽新聞社はあるとき、独自にスクープした三友銀行の不正融資疑惑を報じようとするが、徳永は「頭取から事実でないと聞いている」として、記事を差し替えさせる。徳永や添島は、私的な投資に流用していた社内資金のショート危機を招き、ひそかに三友銀行に補填を頼んでいたため、問題が自分たちに飛び火することを恐れたのだった。問題の発覚を恐れ、また株価の暴落などによって個人的損害の大きかった添島は絶望して自殺を図るが、未遂に終わる。
問題を知った全国の販売店が、本社への納金を止め始める。反乱の拡大を恐れた徳永は、販売局長である鷲尾に問題の解決を命じる。鷲尾は反乱の発火点と目されている富山に飛ぶ。富山では太陽新聞と地元紙の購読シェアがちょうど二分し、シェアを奪い合う販売拡張員同士の暴力沙汰が日常茶飯事となっていた。暴力沙汰を快く思わない鷲尾は、富山の新聞販売拡張団のドン・上野郷に対し、冷淡に卸の停止を告げる。上野郷は太田垣との個人的つながりを持っていたため、鷲尾は中立から岡部派に傾いたと目されるようになる。
太田垣が奇跡的に意識を回復し、快方に向かい始める。徳永は太田垣の復権を確実視し、また太田垣派による報復人事を恐れて、資金ショート問題の責任を鷲尾に押し付けるため、太田垣や添島に接触する。その後鷲尾に「岡部派への報復の代わりに、添島が鷲尾の首を差し出すよう要求している」と告げ、辞表を書くよう迫る。鷲尾は自分だけが腹を切らされるのに納得がいかず、かつ徳永が何かをたくらんでいると予感したために要求を断り、以降の役員会をボイコットするようになる。鷲尾や入院中の添島らを欠いた役員会は、後任社長人事を太田垣に一任する方針を議決する。これも徳永の工作によるものであり、出世レースから脱落した添島以外は社長就任の適齢期を過ぎた高齢の役員ばかりの太田垣派を差し置き、徳永が次期社長に指名されるようにする計略だった。
ある日鷲尾は、同様に役員会に出なくなっていた恭介から、徳永による記事もみ消しの真相を知らされ、徳永が自身のスキャンダルを隠したまま次期社長を狙っていることをさとる。鷲尾は自身の愛人である料亭の女将・吉乃を通じ、三友銀行相談役の野々村に会って不正融資問題の裏を取り、太田垣に一連の真相を報告する。また、鷲尾は太田垣に、徳永の動きを封じるため、添島の資金流用問題を不問に付す代わりに恭介を後任社長に指名するよう迫る。
社葬の当日、鷲尾は辞表を提出する。また、役員席に座らず、受付やホールの出入り口での警備を買って出る。太田垣は当初会場に現れなかったが、看護師に支えられてやって来る。太田垣は弔辞を行い、その中で恭介を後任社長にすることを言明する。続けて弔辞を行った恭介もそれに応じる。恭介はさらに弔辞の中で社内の「腐敗」を示唆し、その撲滅を誓う。このやりとりは徳永ら資金流用に加担した役員たちの失脚と、「抗争」の終結を意味した。これを見届けた鷲尾は、電話で吉乃に別れを告げ、葬儀会場を去ろうとするが、そこへ鷲尾の妻・順子が息子・武の大学合格を報告しに現れる。吉乃との不倫がバレたと勘違いした鷲尾は、取り乱す。

## キャスト
- 鷲尾平吉（常務取締役販売局長）：緒形拳
- 稲積吉乃（料亭「稲積」の女将 野々村の元愛人・鷲尾の愛人）：十朱幸代
- 岡部恭介（取締役 岡部の息子）：佐藤浩市
- 井上友子（鷲尾の秘書）：藤真利子
- 金谷美津枝（芸者 岡部の愛人→恭介の恋人）：井森美幸
- 鷲尾順子（鷲尾の妻）：吉田日出子
- 岡部静子（岡部の妻）：野際陽子
- 竹下博文（総務局員 社葬の配車係）：イッセー尾形
- 荒井康裕（販売局員）：船越英一郎
- 近藤清[6]（文書課長）：西田健
- 北川克巳[7]（総務局長）：加藤善博
- 女性化粧師：芹明香
- 野田辰夫（広報室長）：木場勝己
- 医師：頭師孝雄
- 葬儀ディレクター：山内としお

- 印刷工場の主任：不破万作
- 今日規汰代
- 白坂泰（取締役 岡部派）：西山辰夫
- 添島明子（添島隆治の妻・太田垣一男の娘）：小川依子
- 掛田誠
- 徳永雅代（徳永昭雄の妻）：志乃原良子
- 中村哲也
- 富山の主婦：小野沢智子
- 尾澤誠
- 佐竹彩也子
- 藤井洋
- 三宅俊彦：有川正治
- 富山の販売拡張員：広瀬義宣
- 大木晤郎
- 本間善吾：五十嵐義弘
- 池田万生
- 波多野博
- 富山の販売拡張員：木谷邦臣、小峰隆司
- 加瀬保二（販売局次長）：平河正雄
- 池田謙治
- 大矢敬典
- 西山清孝
- 仲根信一：山田良樹
- 「稲積」の仲居：富永佳代子
- 桂登志子
- ライバル紙の販売拡張員：木下通博
- 江原政一
- 小谷浩三
- 小船秋夫
- 前川恵美子
- 鈴川法子
- 勇家寛子
- 田辺ひとみ
- 加藤寛次
- 奈波登志子
- 稲泉智万
- 清家三彦
- 林哲夫
- 鷲尾武（鷲尾の息子）：柴田善行
- 太田和余
- 松島ゆみこ
- 桑田範子
- 和気千枝
- 疋田泰盛
- 武田文雄
- クレジットなし
  - 立ち小便をする酔っ払い：福本清三

- 上野郷嘉市（富山の新聞拡張団のドン 太田垣派）：北村和夫
- 松崎忠行（専務取締役 太田垣派）：根上淳
- 栗山喬（常務取締役経理局長 太田垣派）：小林昭二
- 深町弘人（取締役 岡部派）：菅貫太郎
- 原口槇雄（取締役 岡部派→太田垣派）：加藤和夫
- 寺内友三郎（取締役 太田垣派→岡部派）：小松方正
- 谷政明（専務取締役 岡部派）：加藤武
- 岡部憲介（社長）：高松英郎
- 添島隆治（専務取締役 太田垣の娘婿）：中丸忠雄
- 野々村典正（三友銀行相談役）：芦田伸介
- 徳永昭雄（常務取締役編集局長 岡部派）：江守徹
- 太田垣一男（名誉会長）：若山富三郎

## スタッフ
- 監督：舛田利雄
- 企画：佐藤雅夫
- プロデューサー：奈村協、妹尾啓太
- 脚本：松田寛夫
- 撮影：北坂清
- 美術：内藤昭
- 照明：加藤平作
- 音楽：宇崎竜童
- 編集：市田勇
- 録音：堀池美夫
- 記録：森村幸子
- 助監督（チーフ）：藤原敏之
- 舞踊指導：藤間勘五郎
- 葬儀指導：伊奈義徳
- 音楽プロデューサー：おくがいち明
- 演奏：竜童組
- 葬儀協力：玉泉院

## 製作

### 企画
東映では社長（当時）・岡田茂による「大人向けの映画を作りたい」という意欲からの新方針「アダルト路線」が打ち出された。今日「アダルト」というとAVの急速な普及によって性的なニュアンスが含まれるが、1980年代までは「アダルト」は一般に大人を示す語で、成熟した大人の価値観と結び付けられ、つまり「東映アダルト路線」は「大人の鑑賞に耐える映画」を意味していた。
1980年代の東映は、角川映画やアニメ映画と並び、この「アダルト路線」が柱となり、宮尾登美子や渡辺淳一原作の文芸作品を中心に、80年代を通じて概ね好調を維持していた。本作はその「アダルト路線」の一作として企画された。
企画および題名は、岡田のアイデアによる。「ショッキングなタイトルで迫力がある」と当時の映画誌に評された。1987年6月の鶴田浩二の葬儀で葬儀委員長を務めた岡田が本作のアイデアを思いつき、企画会議でプロデューサー・佐藤雅夫らに『社葬の手引き』という8万部のベストセラーとなっているパンフレットを紹介。これを基にサラリーマン主役の面白い映画の発掘研究を指示した。

### 脚本
東映は1987年秋に松田寛夫に社葬をテーマにしたシナリオ研究を打診し、1988年4月、岡田が正式に松田へ脚本執筆を依頼。タイトルは当初から『社葬』と決まっており、松田は同族会社の骨肉のドラマがイメージとしてすぐ頭に浮かび、書きやすいと感じたという。脚本の松田と奈村協・妹尾啓太両プロデューサーでチームが組まれ脚本が練られた。
一方、舞台となる企業の事業内容に関しては絞り込みに時間がかかった。奈村・妹尾は佐藤雅夫を加えて議論し、新聞社を選んだ。新聞社にしたのは「誰でも知っている、お客さんに分かりやすい、同時に新聞社内の仕事ぶりなどが意外に知られていないし、情報化社会の中で大きな存在である新聞社の内部を如実に見せることが出来たら、お客サンから『ホホッ、そうか』と好奇心が満たされるだろう、一般大衆が一番知っているのは新聞社だろう」という理由から。
新聞社の設定を松田に伝えたが、新聞社の舞台のドラマはテレビの事件記者ものに見られるようにスクープ合戦に全てを投げ打って突進するというワンパターンで、意外にホンが書き辛い素材だった。そこでそれまで誰も取り上げていなかった新聞社の販売部門を背景にしたらどうかと松田が提案し、主人公・鷲尾平吉の役職を編集畑でなく、取締役販売局長に設定した。
大企業のトップにまつわる裏話を岡田社長から聞くなどして、取材に半年かけた。新聞関係は口が固く苦労したが、かなり際どい話を仕入れた。毎日新聞社の社史と杉山隆男の著書『メディアの興亡』が特に参考になったという。また、1987年に起きた秋田魁新報社のスキャンダル（秋田魁新報事件）を、主人公の人物像のヒントにした。一方、葬儀社の方は「宣伝になる」として、協力的だった。
さらに聞いた話だけでは満足できなくなり、先の3名で某商社トップの社葬に無断で紛れ込んで取材を敢行した。脚本の松田は必要な取材の10倍分が集まったと話している。このため、シナリオ内容はすべて実話をモチーフにしたものとなった。
自ら企画する岡田は心配のあまり、何度も脚本の再検討を指示し、さらに岡田自身が脚本を一つ一つチェックした。
脚本がよくできていたため、のちに監督に起用される舛田利雄は渡された脚本をほとんど直していないと話している。唯一、主人公と、主人公に協力する社長の息子の学歴を日本大学卒からそれぞれ定時制高校卒、高卒に変更し、たたき上げが出世するという設定に変えた。これは日本大学から苦情が来たため。

### 監督・キャスティング
松田の脚本が上がった直後、企画製作部長の岡田裕介（のち、東映社長）が舛田利雄を監督に推挙した。
取材の段階から主役は緒形拳でやりたいと候補に挙がっていた。その緒形と料亭の女将役の十朱幸代は会社側が決め、この2人以外のキャスティングはすべて監督の舛田が決めた。
十朱の役づくりのヒントにしたのは三島由紀夫の小説『宴のあと』のモデルになった畔上輝井。「新人類」芸者を演じている井森美幸は当時大人気のタレントで映画出演は珍しかった。女秘書役の藤真利子と合わせ、女優はそれぞれの世代の「代表選手」を意図的に起用した。

### 製作発表
1989年1月30日（月曜日）、日比谷・東京會舘にて製作発表が行われた。岡田茂がゼネラルプロデューサーを務めると発表された（作中にはクレジットされていない）。東映専務・高岩淡は「久方ぶりの社会派大型ドラマです。『華の乱』『激突』に次ぐ大作路線の一本であり、東映京都の今年の目玉作品として完成させる」と意欲を見せた。監督・舛田利雄は「新聞社は知識人と闘争心、ドロドロした人間のドラマを描く舞台としては一番面白いんじゃないかと思う。格好の素材を得て、今日の社会を描く大人のドラマをブラックユーモア的に描き上げる」と話した。

### 撮影
1989年2月7日クランクイン。クランクアップは製作発表時に1989年4月下旬と説明があった。

### 宣伝・興行
ポスター・予告編等のキャッチフレーズは「会社は戦場だ。」。
本作は1989年上半期の東映最大の勝負作であった。映画を取り巻く環境は年々厳しくなって来てはいたが、東映の「アダルト路線」だけは安定路線で、本作は大ヒットこそないが大きくコケることもないと見られた。ただ、本作は当時としては異色の題材だったため興行予想は難しかった。
1980年代はビデオソフトがよく売れるようになっており、テレビ放映料も高かったことから、アニメ映画や、当時の「ビー・バップ・ハイスクールシリーズ」などに代表される「ヤングもの」以外は、劇場公開では収支ドローでも、利益はテレビ放映・ビデオ販売などの二次使用で出せばよいという方針があり、「東映アダルト路線」は総原価（制作費+宣伝費）6、7億円をかけて配給収入も同額程度でよしとされていた。なお、本作の総原価は約7億円である。 
それでも本作の前番組だった渡辺淳一原作の『桜の樹の下で』の成績が伸び悩んでいたことから、東映は危機感を強め、主なターゲットになるサラリーマン、特に中間管理職以上に的を絞り、当時約200社あった全国の経済関係の新聞社・雑誌社に売り込みを図り、読者対象の試写会に招待した。また全国50か所に支店を持つ互助会に協力を要請し、前売り券を3万枚引き受けてもらった。

## 作品の評価

### 興行成績
30代以上の男性を中心とした客層を対象にした調査では、地方は弱かったが、大都市で好稼働を見せた。同時期に評価の高かったアメリカ映画『ウォール街』も日本では7億円前後の配収だったことから、このような企業もの・サラリーマン映画に興味を持つのは大都市の企業に勤める人で、地方の人たちには受けないのではという判断がされた。東映企画製作部長・岡田裕介は「どちらを主眼にするかといったら、やっぱり都会に合わすべき。地方から盛り上がるという映画は、特殊なモノを除いて今後もあり得ないと思う」と述べた。
ビデオソフトもよく売れ、テレビ放映でも利益を出し、上記の「利益は二次使用で出せばよい」という方針からみれば、成功の興行といえた。

### 評論
映画雑誌では公開時から評価が高かった。
本作はこの年度の多くの映画賞を受賞している（賞は後述）。冒頭タイトルロールの後、「日本の新聞はインテリが作ってヤクザが売る」と字幕で出したことから、当時の大新聞から批評その他、完全に黙殺されたが、のちに毎日新聞社の毎日映画コンクールで松田寛夫が脚本賞を受賞した。松田は面食らったという。

### 受賞歴
- 第63回キネマ旬報ベスト・テン 日本映画第9位
- 第44回毎日映画コンクール
  - 監督賞（舛田利雄）、脚本賞（松田寛夫）、田中絹代賞（十朱幸代）[33]
- 第32回ブルーリボン賞 監督賞（舛田利雄）
- 第14回報知映画賞 監督賞（舛田利雄）、助演女優賞（吉田日出子）
- 第13回日本アカデミー賞 日本映画優秀作品賞、優秀助演女優賞（吉田日出子）
- 第9回藤本賞 奨励賞（佐藤雅夫、奈村協、妹尾啓太）
- 第2回日刊スポーツ映画大賞 主演女優賞（十朱幸代）

## ネット配信
- 東映シアターオンライン（YouTube）：2024年4月26日21:00 - 同年5月10日20:59（JST）

## テレビドラマ
1991年10月18日に、フジテレビ系「金曜ドラマシアター」枠で「社葬 女たちの野望」のタイトルで放送された。

### キャスト（テレビドラマ）
- 鷲尾：林隆三
- 多岐川裕美
- 岡本富士太
- 岡部社長：神山繁
- 太田垣会長：丹波哲郎
- 香山美子
- 池上季実子

### スタッフ（テレビドラマ）
- 原作：松田寛夫
- 脚本：服部ケイ
- 演出：鷹森立一